# Кроммионская свинья

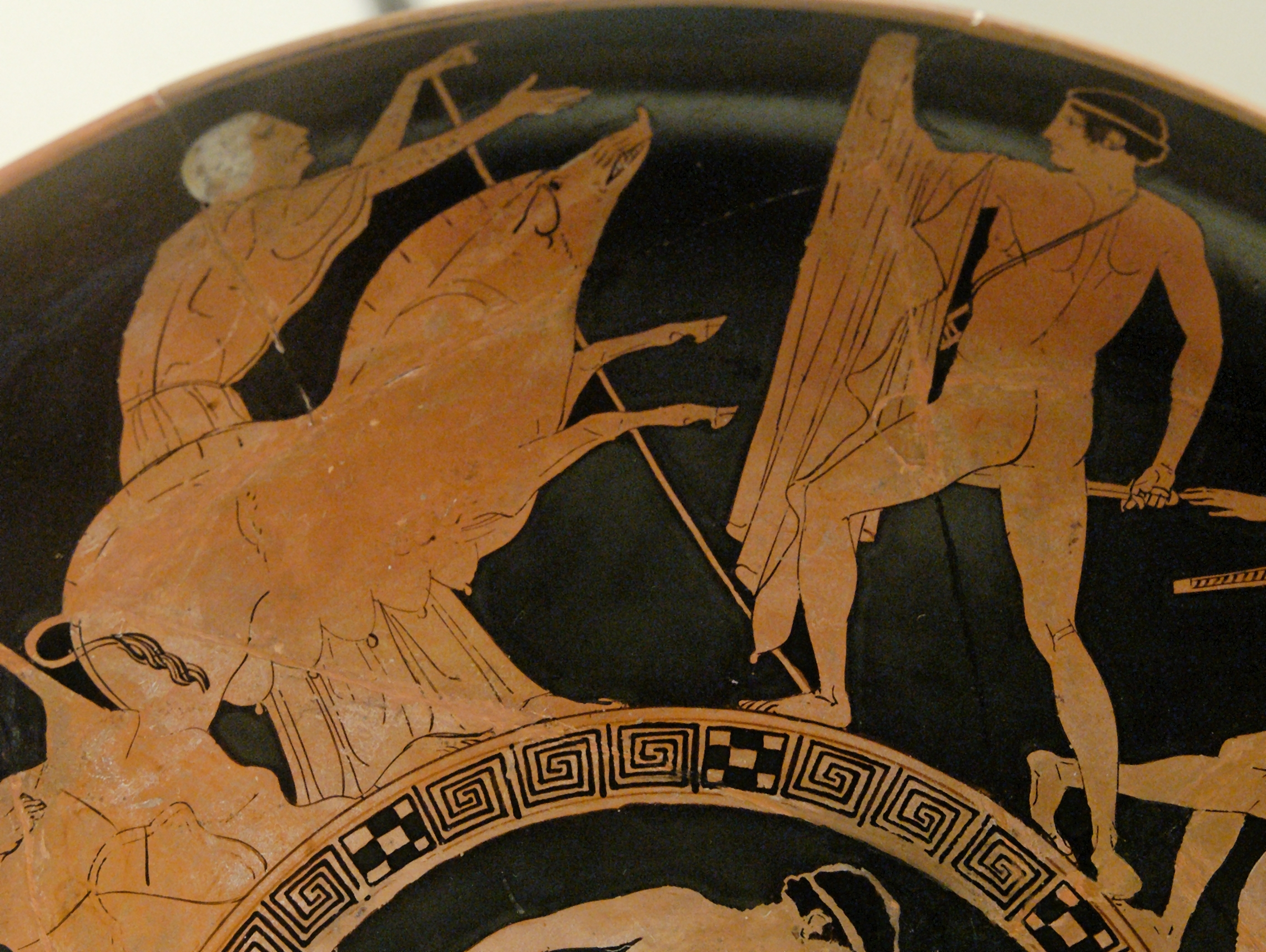
Тесей сражается с Кроммионской свиньёй. Стоит с посохом Файя, хозяйка свиньи. Краснофигурная керамика, Греция, 440—430 г. до н. э.

Кроммионская свинья (др.-греч. Ὕς Κρομμυῶν) — в древнегреческой мифологии чудовище. По некоторым источникам, порождение Ехидны и Тифона, по кличке Фэя (Файя). Само имя (др.-греч. Φαιά) означает «пепельно-серая». В некоторых версиях так звали старуху, хозяйку кроммионской свиньи.
В Мегариде кроммионская свинья погубила многих людей, обитала в Кроммионе (англ.). Породила Калидонского вепря. По версии Овидия, это был кабан. Была убита Тесеем.
Некоторые утверждают, что это не свинья, а разбойница, кровожадная и разнузданная. О мужестве свиньи упоминает Платон.